# Bat-Sheva Dagan
Bat-Sheva Dagan, nata Izabella Batszewa Rubinsztajn (in ebraico בת שבע דגן‎?; Łódź, 8 settembre 1925 – Bat Yam, 25 gennaio 2024), è stata una scrittrice e psicologa polacca-israeliana, sopravvissuta ai campi di sterminio, educatrice infantile e portavoce della Shoah.
Fu imprigionata nel ghetto di Radom con i suoi genitori e due sorelle nel 1940. Dopo che i genitori e la sorella furono deportati e assassinati a Treblinka nell'agosto 1942, fuggì in Germania; poi venne arrestata, imprigionata e deportata ad Auschwitz nel maggio 1943. Dopo aver trascorso venti mesi ad Auschwitz, sopravvisse a due marce della morte e fu liberata dalle truppe britanniche nel maggio 1945.
Fu l'unica sopravvissuta della sua famiglia. Lei e suo marito si stabilirono in Israele, dove insegnò all'asilo, Successivamente conseguì la laurea in consulenza di orientamento educativo e psicologia. Scrisse poi libri, poesie e canzoni per bambini e giovani adulti sui temi dell'Olocausto e sviluppò metodi psicologici e pedagogici per insegnare ai bambini cosa fosse l'Olocausto. Fu considerata in questo campo una pioniera.

## Biografia
Izabella (Batszewa) Rubinsztajn nacque l'8 settembre 1925, a Łódź, Polonia, da Szlomo-Fiszel Rubinsztajn, proprietario di un laboratorio tessile, e sua moglie Fajga, sarta. Era l'ottava di nove fratelli - cinque maschi e quattro femmine - e crebbe in una tradizionale casa sionista. Frequentò una scuola polacca e quando scoppiò la seconda guerra mondiale era una studentessa delle scuole medie.
Uno dei suoi fratelli emigrò in Palestina prima della guerra. Lo scoppio delle ostilità costrinse gli altri suoi fratelli e una sorella a fuggire in Unione Sovietica, mentre il resto della famiglia si trasferì nella città di Radom. Nel 1940 furono istituiti due ghetti in città e lei e la sua famiglia furono detenute nel "ghetto grande".

## Seconda Guerra Mondiale
Nel ghetto, Batszewa divenne un membro del gruppo giovanile ebraico clandestino Hashomer Hatzair. Il loro capo consigliere, Shmuel Breslaw, la mandò con documenti ariani al ghetto di Varsavia per ottenere una copia del giornale clandestino del movimento Pod Prąd (Contro corrente) da Mordechai Anielewicz e portarla a Radom.
Durante la liquidazione del "grande ghetto" nell'agosto 1942, i genitori e la sorella maggiore di Batszewa furono deportati e assassinati nel campo di sterminio di Treblinka. Lei e la sorella minore Sabina furono mandate nel "piccolo ghetto" di Radom. Le sorelle decisero di tentare la fuga separatamente, ma Sabina fu uccisa a colpi di arma da fuoco nel suo tentativo. Batszewa riuscì a fuggire e arrivò a Schwerin, in Germania, dove usò documenti falsi per ottenere un lavoro come domestica in una famiglia nazista. Dopo alcuni mesi fu scoperta, arrestata e imprigionata. Nel maggio 1943 fu deportata nel campo di concentramento di Auschwitz e le venne tatuato il numero 45554. Nel campo incontrò sua cugina, che lavorava come infermiera nell'infermeria della prigione e le trovò una lavoro lì. Quando Batszewa contrasse il tifo, sua cugina riuscì a darle medicine. Batszewa in seguito lavorò nel commando "Canada", smistando gli effetti personali delle vittime del campo. Lei e le altre sette donne del suo commando collaborarono alla stesura di un giornale segreto, scritto su strisce di carta; leggevano il giornale nel loro giorno libero.
Mentre l'Armata Rossa si avvicinava ad Auschwitz nel gennaio 1945, lei fu evacuata con quella che era stata chiamata una marcia della morte verso i campi di concentramento di Ravensbrück e Malchow. Sopravvisse a un'altra marcia della morte verso Lübz, dove fu liberata dalle truppe britanniche il 2 maggio 1945. Fu l'unica dei suoi fratelli a sopravvivere alla guerra.
Degli undici membri della famiglia Rubinsztajn, solo Batsheva, suo fratello Zvi, emigrato in Palestina, e suo fratello Isaiah (Shajo), fuggito in Unione Sovietica, sopravvissero alla guerra e all'Olocausto. Il Memoriale di Yad Vashem contiene informazioni sul destino di diversi fratelli:
- Anna, 1908, contabile, fu assassinata a Swiatowa Wóla nel 1942.[8]
- Jonas, 1909, ingegnere tessile, durante la seconda guerra mondiale soggiornò a Kolomyja, Stanislawów e nel 1942 fu ucciso a Janowiec. Era sposato con Ida nata Aronovitz.[8]
- Genya, 1911, fu assassinata nel campo di sterminio di Treblinka. Era sposata con Viktor Levi.[8]
- Mordechaj, 1920, tessitore, si trovava nella regione del Donbass durante la seconda guerra mondiale.[8] Lì morì di fame.

## Dopo la guerra
Dopo la liberazione Batszewa si recò a Bruxelles. Lì incontrò il suo futuro marito, Paul Kornweiz, un soldato dell'esercito britannico, che le procurò un visto per la Palestina. Emigrò nel settembre 1945. Lei e suo marito cambiarono il loro cognome da Kornwicz a Dagan in Israele. Abitarono a Holon ed ebbero due figli.
Dagan studiò al Seminario degli insegnanti Shein a Petah Tikva e successivamente lavorò per tre anni come insegnante di scuola materna a Tel Aviv e Holon. Dopo la morte del marito nel 1958, ottenne una borsa di studio dal Ministero dell'Istruzione e studiò all'Università Ebraica di Gerusalemme dal 1960 al 1963, conseguendo la laurea in consulenza educativa. Nel 1968 intraprese un percorso di studi biennale negli Stati Uniti, conseguendo la laurea in psicologia alla Columbia University.

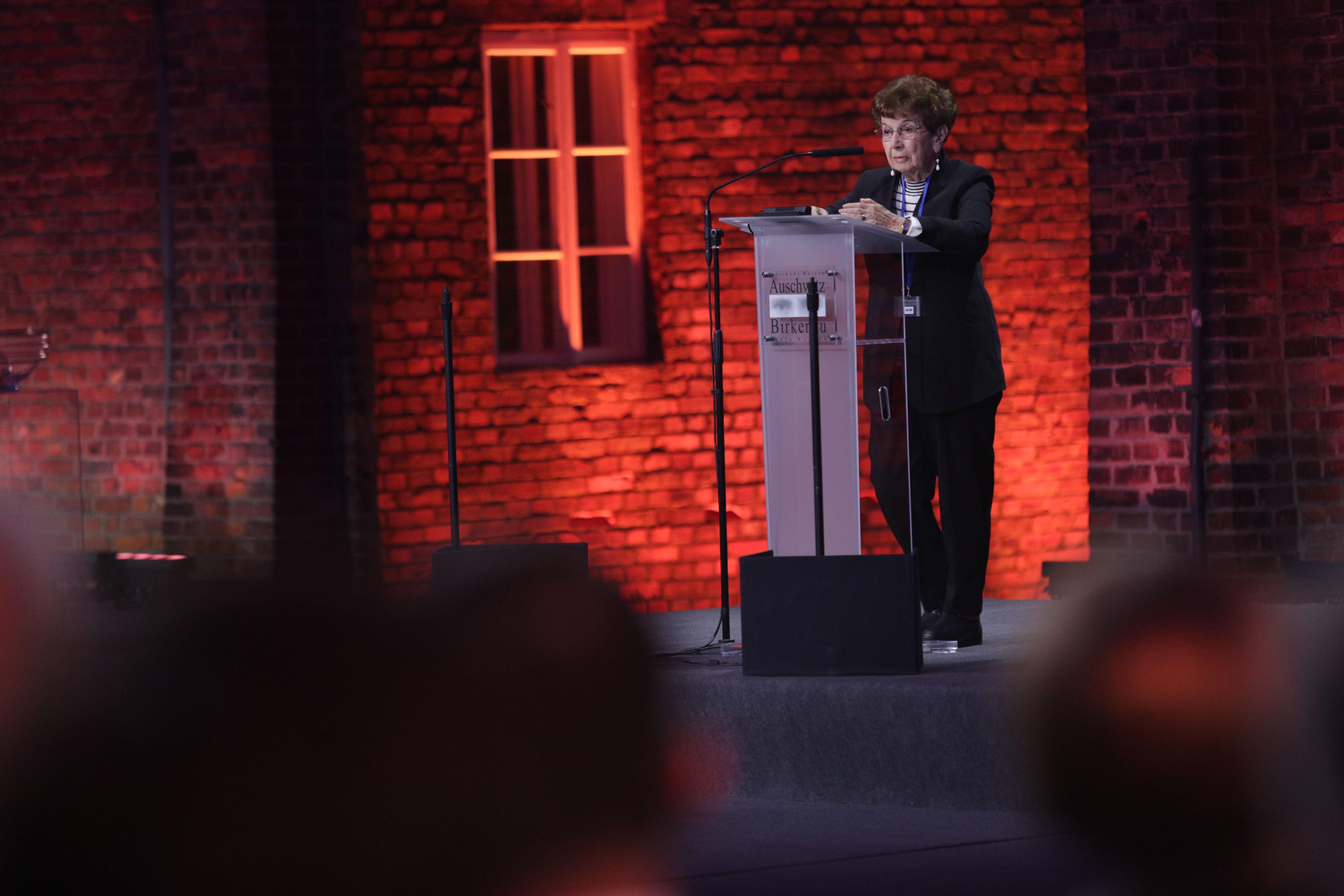
Bat-Sheva Dagan (27 gennaio 2020)

Al ritorno in Israele, Dagan diventò la direttrice della sezione dell'asilo della divisione dei servizi psicologici del comune di Tel Aviv-Giaffa. Formulò metodi psicologici e pedagogici per insegnare l'Olocausto a bambini e giovani adulti. Insegnò anche alla sua alma mater, lo Shein Teachers Seminary, e tenne conferenze sull'Olocausto negli Stati Uniti, in Canada e in Unione Sovietica. In Israele diventò attiva nel ricordo dell'Olocausto, parlando allo Yad Vashem e nelle università. Negli anni '90 iniziò a scrivere libri per bambini sui temi dell'Olocausto.
Dagan morì a Bat-Yam, Israele, il 25 gennaio 2024, all'età di 98 anni.

## Idee adatte ai bambini
Durante il suo lavoro come maestra d'asilo, i bambini chiedevano a Dagan il significato del numero tatuato sul suo avambraccio. Lei non evitò le loro domande, cercò invece modi a misura di bambino per spiegare cosa fosse successo. Mentre lavorava in Inghilterra come consulente per la Progressive Jewish Organization, scrisse nel 1991 il suo primo libro: Co wydarzyło się w czasie Zagłady. Opowieść rymowana dla dzieci, które chcą wiedzieć (Cosa è successo durante la Shoah. Una storia in rima per bambini che vogliono sapere). La formulazione è caratteristica dell’approccio di Dagan. I bambini, disse, decidono da soli se vogliono esporsi o meno al tema dell'Olocausto: "Anche il bambino ha una scelta nel titolo. Se non vuole sapere, non ha bisogno di ascoltare, ed è quello che ho detto anche agli insegnanti". Nel 1992 pubblicò il secondo: Czika, piesek w getcie (Czika, il cane nel ghetto). [3] [9]
Dagan descrisse l’appropriazione della storia dell’Olocausto come un “processo di sviluppo graduale”. Per prevenire la negazione o la repressione, era importante rafforzare l’interesse per la Shoah e dare ai bambini l’opportunità di identificarsi con elementi positivi del comportamento umano. Era, disse, moralmente discutibile e impossibile da elaborare per i bambini se veniva descritta solo la crudeltà. Letteralmente si basò su fiabe in cui il bene trionfava. Ad esempio, il libro per bambini Se le stelle potessero parlare si concludeva con i bambini protagonisti che incontravano nuovamente la madre rapita ad Auschwitz e sopravvivevano insieme all'Olocausto come famiglia. Dagan fu criticata per il suo approccio del "lieto fine". Lei rispose: “Ad un certo punto ho capito che qualunque cosa avessi scritto sarebbe stata criticata. E questo è un bene".
Nel 2010 il Memoriale e Museo di Auschwitz-Birkenau ripubblicò Czika, piesek w getcie e Gdyby gwiazdy mogły mówić (Se le stelle potessero parlare) insieme ai programmi delle lezioni per la discussione in classe. Dagan disse in un'intervista che scrivendo sull'Olocausto per i bambini, "scrivo in modo da preservare la salute mentale del bambino. Le storie hanno un lieto fine per non privarli della loro fede nell'umanità".
Nel 2010 il Memoriale e Museo di Auschwitz-Birkenau pubblicò anche una raccolta in lingua polacca delle poesie di Dagan con il titolo Błogosławiona bądź wyobraźnio – przeklęta bądź. Wspomnienia 'Stamtąd (Immaginazione: Sia benedetto, sia maledetto: Reminiscenze da lì). Dagan scrisse queste poesie dopo la guerra per descrivere le sue esperienze come prigioniera adolescente ad Auschwitz. La raccolta venne pubblicata per la prima volta in ebraico nel 1997. Dagan scrisse anche canzoni per bambini sui temi dell'Olocausto.

## Altre attività
All'inizio degli anni '80 Dagan prestò servizio come emissaria per l'Agenzia Ebraica in missione negli Stati Uniti, Canada, Messico, Inghilterra e Unione Sovietica.
Dagan visitò Auschwitz cinque volte. Nel gennaio 2016, donò al Memoriale e Museo di Auschwitz-Birkenau un portafortuna in miniatura che disse di aver nascosto nella sua lettiera di paglia ad Auschwitz per tutto il tempo in cui era stata incarcerata lì. Il ciondolo, un paio di scarpe di cuoio che misurano circa 1 centimetro di lunghezza, era stato realizzato da una detenuta ebrea tedesca, che lo aveva poi regalato a Batszewa dicendo: "Lascia che ti portino verso la libertà". Nel gennaio 2020, parlò ad una commemorazione ad Auschwitz della liberazione del campo avvenuta 75 anni prima.

## Opere (selezione)
- Gesegnet sei die Phantasie – verflucht sei sie! Erinnerungen an "Dort" (Benedetta sia l'immaginazione, maledetta sia! Memorie di "Lì"), Metropol Verlag, Berlino 2005, ISBN 978-3-936411-70-6
- Wenn Sterne sprechen könnten (Se le stelle potessero parlare), Metropol-Verlag, Berlino 2007, ISBN 978-3-938690-60-4
- Chika, die Hündin im Ghetto (Chika, il cane nel ghetto), EditoreWerbeagentur Medien & Verlag GmbH; Edizione: 1 (30 maggio 2008), ISBN 978-3-9812358-1-4. L'omonimo film d'animazione con marionette di 15 minuti (regista: Sandra Schießl, sceneggiatura: Carmen Blazejewski) è stato presentato in anteprima il 13 aprile 2016 a Wismar. La televisione israeliana ha acquisito i diritti e trasmettendo una versione doppiata in ebraico il 21 aprile 2020, Giorno della memoria dell'Olocausto.[18]
- Helping Children to Learn about the Shoah (Aiutare i bambini a capire la Shoah), Centre for Jewish Education, Londra 1987.

## Premi e riconoscimenti
- 2007 - Ordine al Merito dello Stato di Brandeburgo.
- 2008 - Donna dell'anno nell'istruzione da Yad Vashem per il suo contributo all'insegnamento dell'Olocausto ai bambini.
- 2008 - Membro eccezionale della città di Holon.[5][9]
- 2012 - Premiata come una delle torce accenditrici durante le cerimonie che celebrano Yom HaShoah.[1][9]